# Mesembrin
Mesembrin ist eine chemische Verbindung, die zur Gruppe der Indol-Alkaloide zählt. Es existieren zwei enantiomere Formen, (+)-Mesembrin und das natürlich vorkommende (–)-Mesembrin.

## Isomere
| Isomere von Mesembrin |                                                                              |                                                                              |
| Name                  | (+)-Mesembrin                                                                | (–)-Mesembrin                                                                |
| Andere Namen          | (3aR,7aR)-3a-(3,4-Dimethoxyphenyl)-1-methyl-2,3,4,5,7,7a-hexahydroindol-6-on | (3aS,7aS)-3a-(3,4-Dimethoxyphenyl)-1-methyl-2,3,4,5,7,7a-hexahydroindol-6-on |
| CAS-Nummer            | 468-53-1                                                                     | 24880-43-1                                                                   |
| PubChem               | 193296                                                                       | 394162                                                                       |
| PubChem               | 499683 (undefiniert)                                                         |                                                                              |
| Wikidata              | Q2580349                                                                     | Q56450441                                                                    |

## Vorkommen

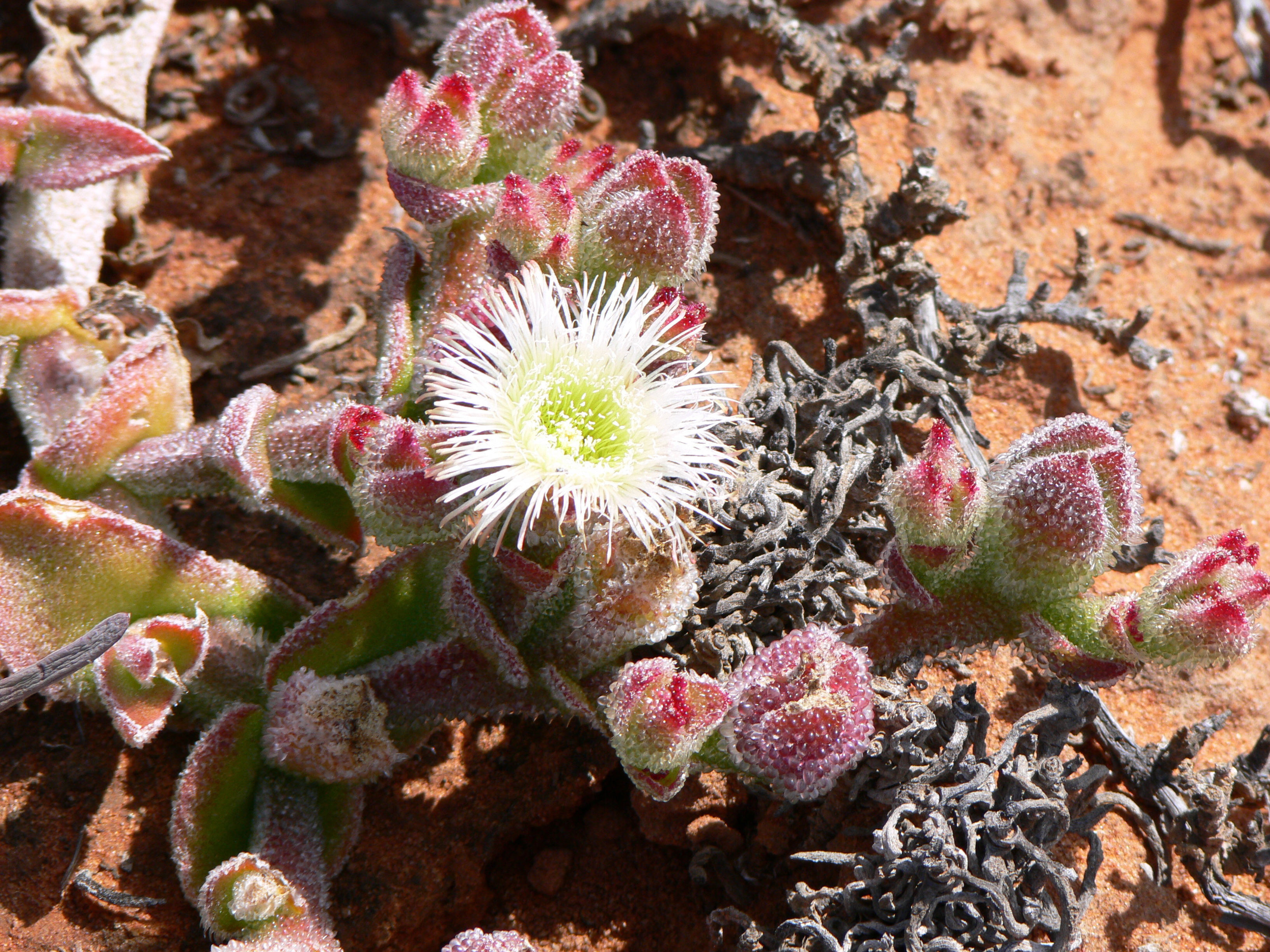
Mesembryanthemum crystallinum

(–)-Mesembrin kommt in den Pflanzengattungen Mesembryanthemum und Sceletium vor. Über die exakte Kategorisierung der Sceletium-Gattung herrscht jedoch Uneinigkeit.
Diese Pflanzen besitzen keine Dornen oder Stacheln. Die giftige Verbindung wird daher wahrscheinlich zum Schutz vor Fraß gebraucht.

## Kristallstruktur
Zur Strukturbestimmung des Mesembrins wurde 1970 die Kristallstruktur des Derivats 6-Epimesembranol-methiodid bestimmt. Die Kristallstruktur dieser Verbindung ist monoklin mit Raumgruppe P21 (Nr. 4).

## Synthese
Zur Synthese kann von 4-Brombrenzcatechindimethylether ausgegangen werden. Dieses wird mit Butyllithium und N-Methylpyrrolidin-3-on zu 3-(3,4-Dimethoxyphenyl)-N-methylpyrrolidin-3-ol umgesetzt. Nach Dehydratisierung mit Schwefelsäure wird die erhaltene Verbindung mit Methylvinylketon zu Mesembrin cyclisiert.

## Wirkung
Die Wirkung ist sowohl sedativer als auch stimulierender Natur. Sie wird zum Teil mit der Wirkung von Kokain verglichen. Sie ist unter anderem durch die Wiederaufnahmehemmung von Serotonin zu erklären. In Verbindung mit Amphetaminen kann es zum Serotoninsyndrom kommen. Durch Alkohol kann die Wirkung verstärkt werden. Außerdem hemmt Mesembrin das Enzym PDE4.
Die Ureinwohner Südafrikas verwenden getrocknete Pflanzenteile der Sceletium-Art Kanna als Rauschdroge. Die Wirkung ist vorwiegend antidepressiv, was auf das Blockieren der Serotonintransporter zurückzuführen ist.